# Ouratea subamplexicaulis
Ouratea subamplexicaulis là một loài thực vật có hoa trong họ Ochnaceae. Loài này được Maguire & Steyerm. mô tả khoa học đầu tiên năm 1989.